# Asthenoceros woodworthi
Asthenoceros woodworthi is een platworm (Platyhelminthes). De worm is tweeslachtig. De soort leeft in het zoute water.
Het geslacht Asthenoceros, waarin de platworm wordt geplaatst, wordt tot de familie Diposthidae gerekend. De wetenschappelijke naam van de soort werd voor het eerst geldig gepubliceerd in 1903 door Laidlaw.